# Proton Saga
Der Proton Saga ist eine Stufenheck-Limousine und wird vom malaysischen Automobilhersteller Proton seit 1985 gebaut. Der Name Saga wurde in einem Preisausschreiben bestimmt, das der ehemalige Soldat Ismail Jaafar gewann. Der Name ist von der Paternostererbse (engl.: Saga; lat.: Abrus Precatorius) abgeleitet, ein in Malaysia vorkommender Hülsenfrüchtler, der weich, zerbrechlich, ölig, leicht entzündlich, aber sehr fruchtbar ist. In einigen Ländern ist der Proton Saga auch unter dem Namen Proton S16 bekannt.
Der Saga und seine Abkömmlinge haben seit seiner Einführung für den größten Teil der Verkaufszahlen und der Einkünfte von Proton gesorgt. Mit fast 22 Jahren ist der Saga der ersten Generation bis heute das langlebigste Proton-Modell, noch vor dem Mittelklassewagen Perdana. Das erste Saga-Modell basierte auf dem Mitsubishi Lancer von 1983, damit man Entwicklungskosten sparte, und so blieb es während der gesamten Produktionszeit. 2008 kam ein schon lange benötigter Nachfolger eigener Konstruktion heraus, der die veraltete Plattform ersetzte. Im August 2008 wurde der dreimillionste Proton hergestellt, ein Saga der zweiten Generation.

## Saga (1985–2008)

### Saga (1985–1992)
Der Proton Saga kam im September 1985 heraus und wurde vom damaligen malaysischen Premierminister Mahatir Bin Mohamed vorgestellt. Vor Produktionsbeginn wurde ein Preisausschreiben abgehalten, in dem bestimmt werden sollte, wie das erste malaysische Auto heißen sollte.
Der erste Saga, der die Montagebänder verließ, wurde dem Malaysischen Nationalmuseum als Symbol für die beginnende Automobilgeschichte Malaysias übergeben. Der Premierminister fuhr auch zur Eröffnungsfeier der Penang Bridge am 14. September 1985 einen Prototyp des Proton Saga, der mit einem 2,0-l-4G63-Motor und einer Flagge Malaysias ausgestattet war, über die neue Brücke zum Flughafen Penang.
Die frühen Saga-Modelle wurden von einem Vierzylinder-SOHC-Reihenmotor von Mitsubishi angetrieben, der mit 1,3 l oder 1,5 l Hubraum erhältlich war. Beide Motoren konnten mit einem manuellen Fünfganggetriebe kombiniert werden, aber ab 1987 gab es für die 1,5-l-Ausführung auch eine Dreistufenautomatik von Mitsubishi.
1988 kam eine Schrägheckvariante als Proton Knight (später Proton Aeroback) dazu. Der Proton Knight war für die europäischen Märkte gedacht, weil speziell in Großbritannien die Kombilimousinen beliebter waren.
1989 bot Proton den Saga im Vereinigten Königreich mit dem Slogan Japanese Technology + Malaysian Style = Proton (dt.: Japanische Technologie + malaiischer Stil = Proton) an. Seit dieser Zeit ist Großbritannien der wichtigste Exportmarkt für Proton. Die Wagen hießen nicht Saga, sondern einfach „Proton 1.3“ und „Proton 1.5“. Die Modelle für das Vereinigte Königreich bekamen wieder das Armaturenbrett des Mitsubishi Lancer mit allen Schaltern, die es bei den heimischen Modellen gar nicht gab.
1990 wurde die Serie mit der Einführung der 12-Ventil-Megavalve-Motoren überarbeitet; die Leistung des 1,5-l-Motors stieg von 70,5 bhp (52,6 kW) auf 75 bhp (56 kW). Auf dem heimischen Markt zierte das neue Modell sogar die Aufschrift „Megavalve“. Gleichzeitig wurde das Äußere geringfügig verändert: Ein neuer Kühlergrill und schwarze Zierstreifen, die um die Fahrzeugecken griffen, kamen dazu. Sicherheitsgurte auf den Rücksitzen und eine dritte Bremsleuchte wurden nun serienmäßig eingebaut.

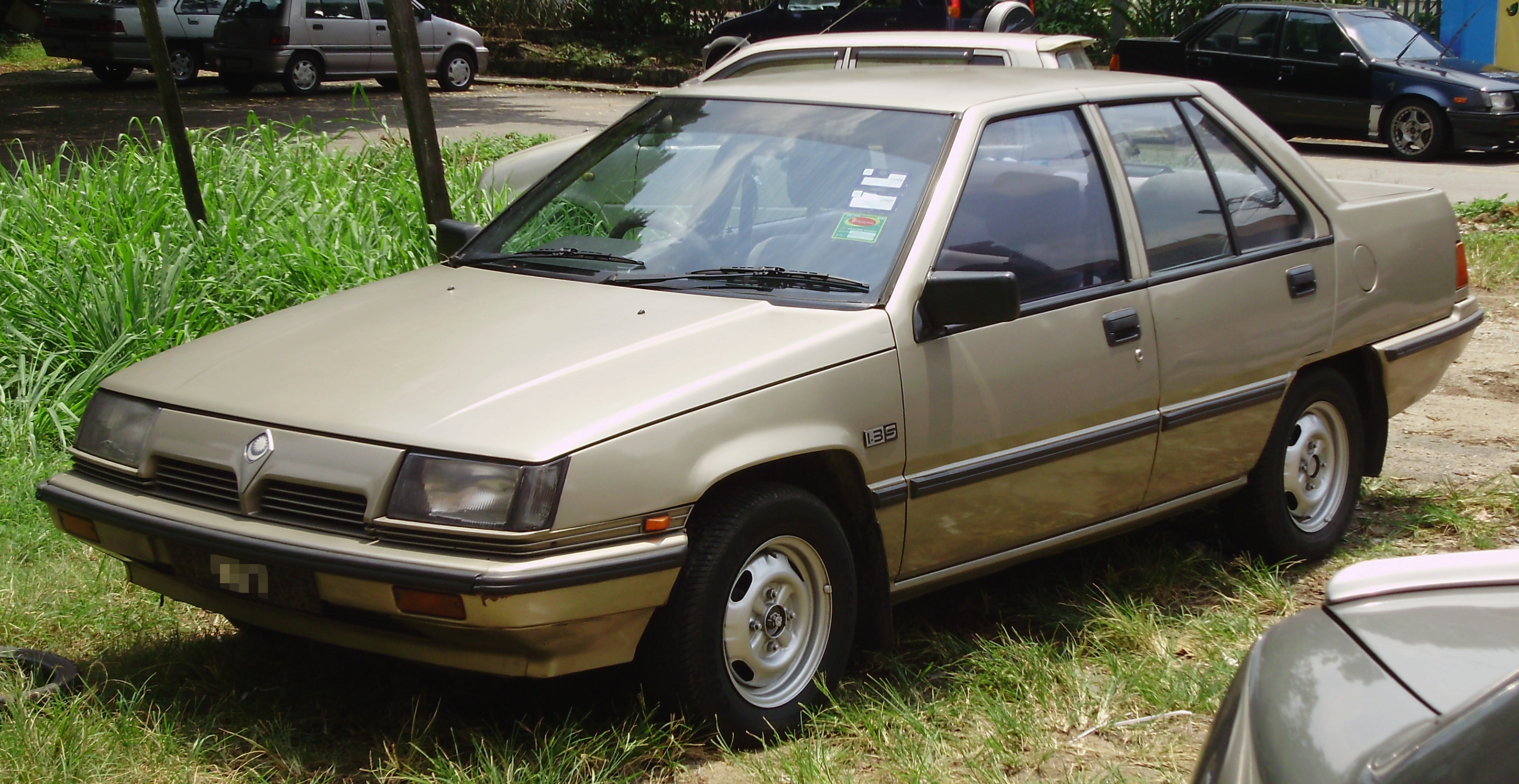
Proton Saga (1990–1992)
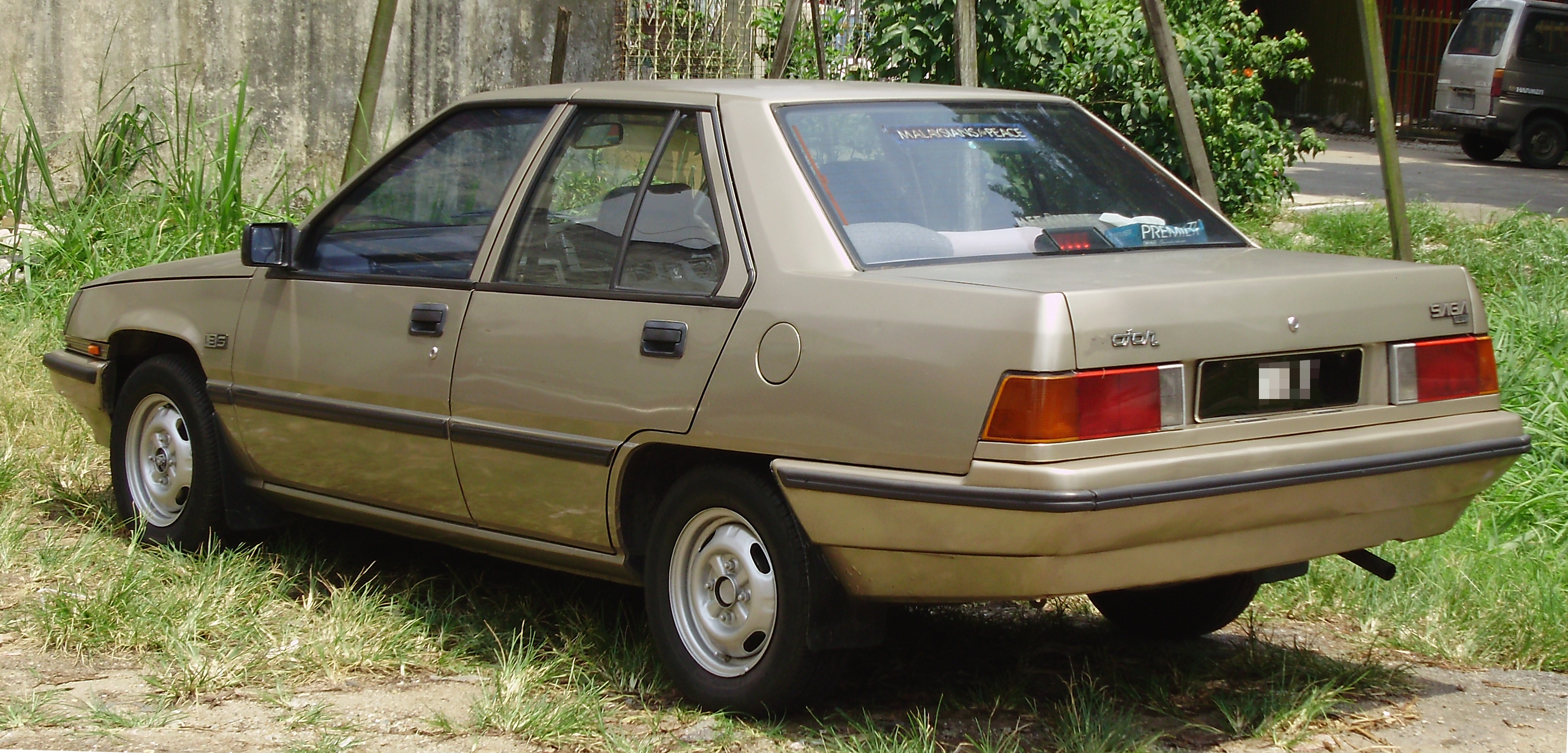
Heckansicht
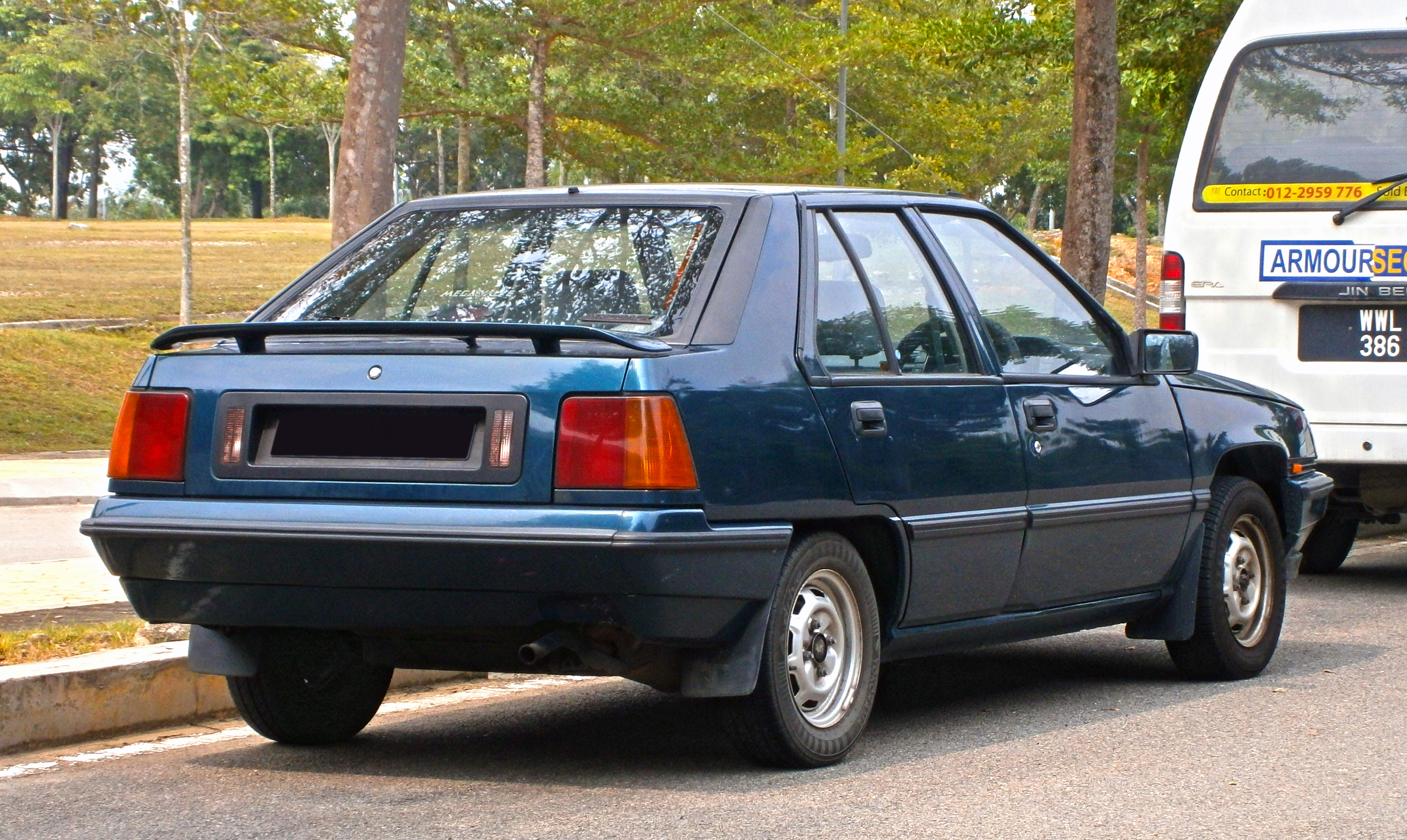
Proton Saga Aeroback (1990–1992)

### Saga Iswara (1992–2008)

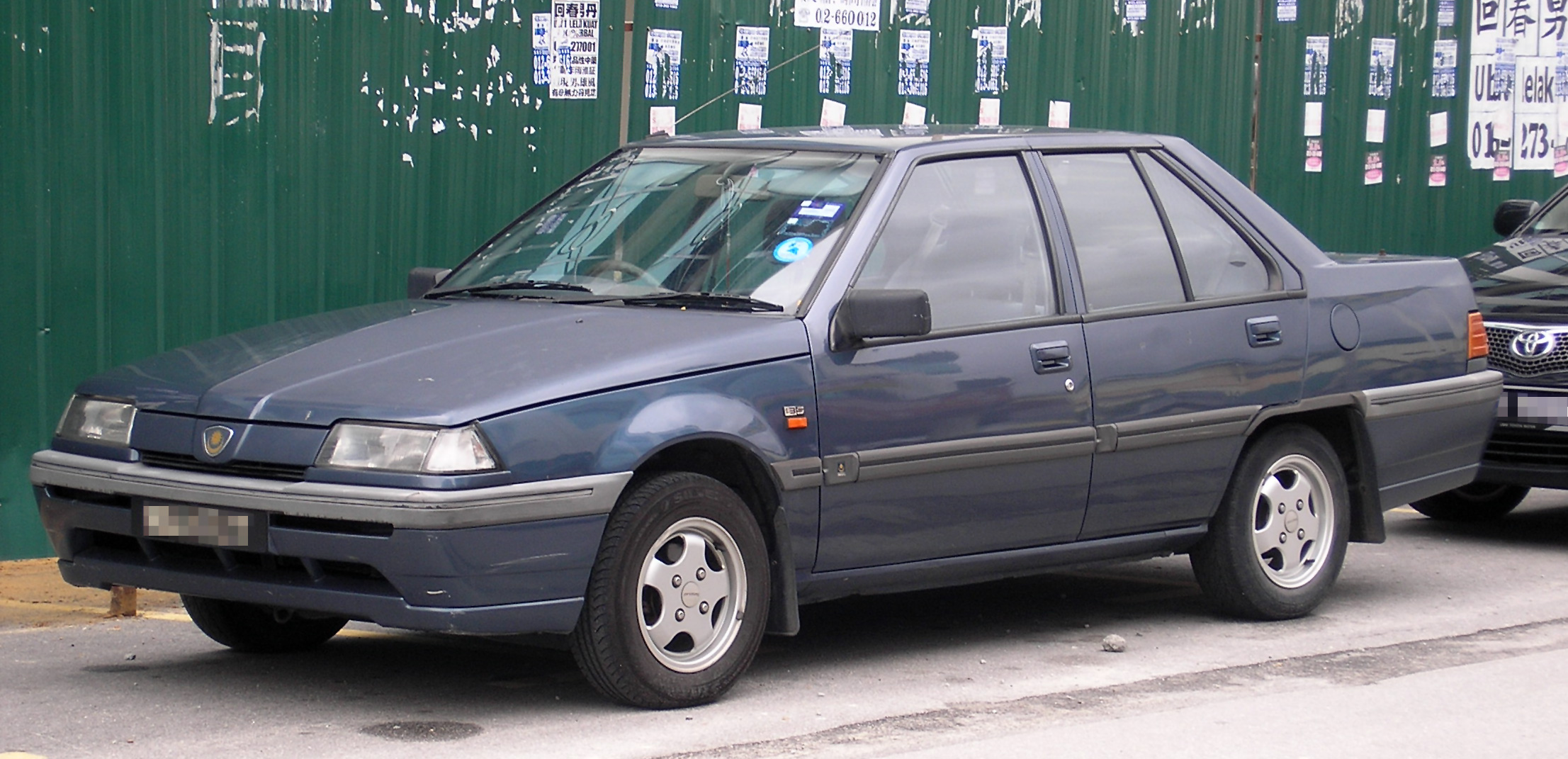
Proton Saga Iswara

1992 bekam der Saga ein weiteres Facelift und wurde in Proton Saga Iswara (auch: Proton Iswara) umbenannt. Der Name Iswara ist von einer Schmetterlingsart aus Sarawak abgeleitet. Die Änderungen umfassten schlankere Scheinwerfer, Kunststoffstrossfänger, seitliche Zierleisten, in Wagenfarbe lackierte Türgriffe, gerippte Rückleuchten und eine nun auf den Stoßfänger versetzte Kennzeichenleuchte. Zusätzlich gab es neue Außenfarben für die Automatikmodelle. Gerade diese Modelle werden in Malaysia häufig als Taxis eingesetzt und einige wurden auf Erdgas umgerüstet. Wegen dieser Umrüstung ist das Kofferraumvolumen auf die Hälfte reduziert, damit der zusätzliche Tank Platz findet und es gibt nur eine kleine Zahl von Tankstellen des malaysischen Ölgiganten Petronas im Klang Valley (Großraum Kuala Lumpur), die Erdgas verkaufen, auch wenn es Pläne gibt, die Zahl der Tankstellen in Kuala Lumpur deutlich zu vergrößern.
Die Exportmodelle für Singapur und das Vereinigte Königreich waren mit Mehrpunkteinspritzung (MPI) und Katalysator ausgestattet und erfüllten die Abgasnorm Euro I. Mit der Einführung des Wira 1993 wurden die entsprechenden Saga-Modelle im Vereinigten Königreich ersetzt und 1996 war der Generationswechsel abgeschlossen.
2001 führte Proton ein Sondermodell des Saga Iswara Sport auf Basis des Aeroback ein, um dem inländischen Konkurrenten Perodua Paroli bieten zu können. Dieses Modell war mit einem neuen Karosseriepaket, hinteren Kotflügeln mit Metalliclackierung, Scheinwerfern mit „Juweleneffekt“, Altezza-Rückleuchten (mit klarer Abdeckung und eingesetzten, farbigen Einzelleuchten), sowie anderen Verbesserungen ausgestattet. Dieses Modell gab es nur mit silberner Lackierung, Automatikgetriebe und 1,3-l-Motor. Den eigentlichen Saga Iswara Aeroback gab es weiterhin mit 1,5-l-Motor.
Der Iswara Aeroback wurde auf dem heimischen Markt ab 2003 weiter verändert und wurde zum Saga LMST, während die Limousine unverändert weitergebaut wurde.

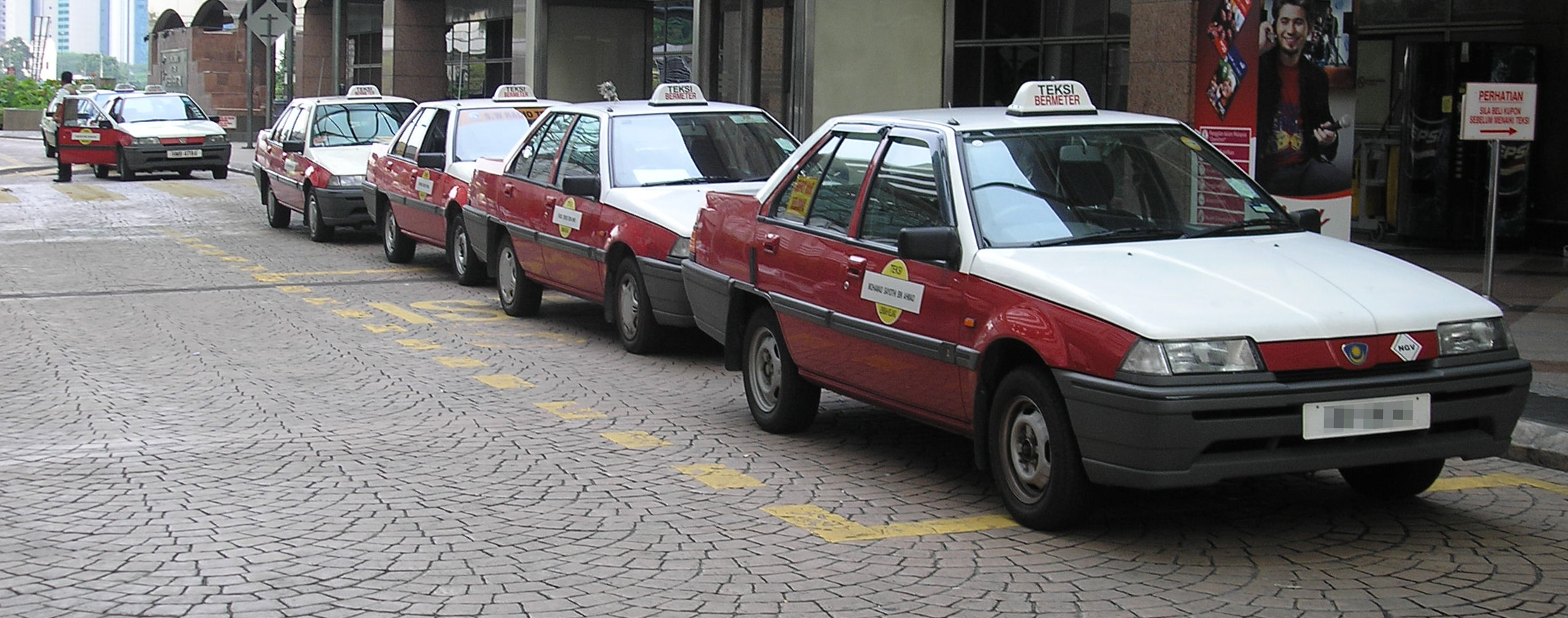
Seit den 1990er-Jahren ist die Limousinenvariante des Saga Iswara das bevorzugte Taxi-Modell in Malaysia, wie man an diesem Beispiel aus Kuala Lumpur sieht.
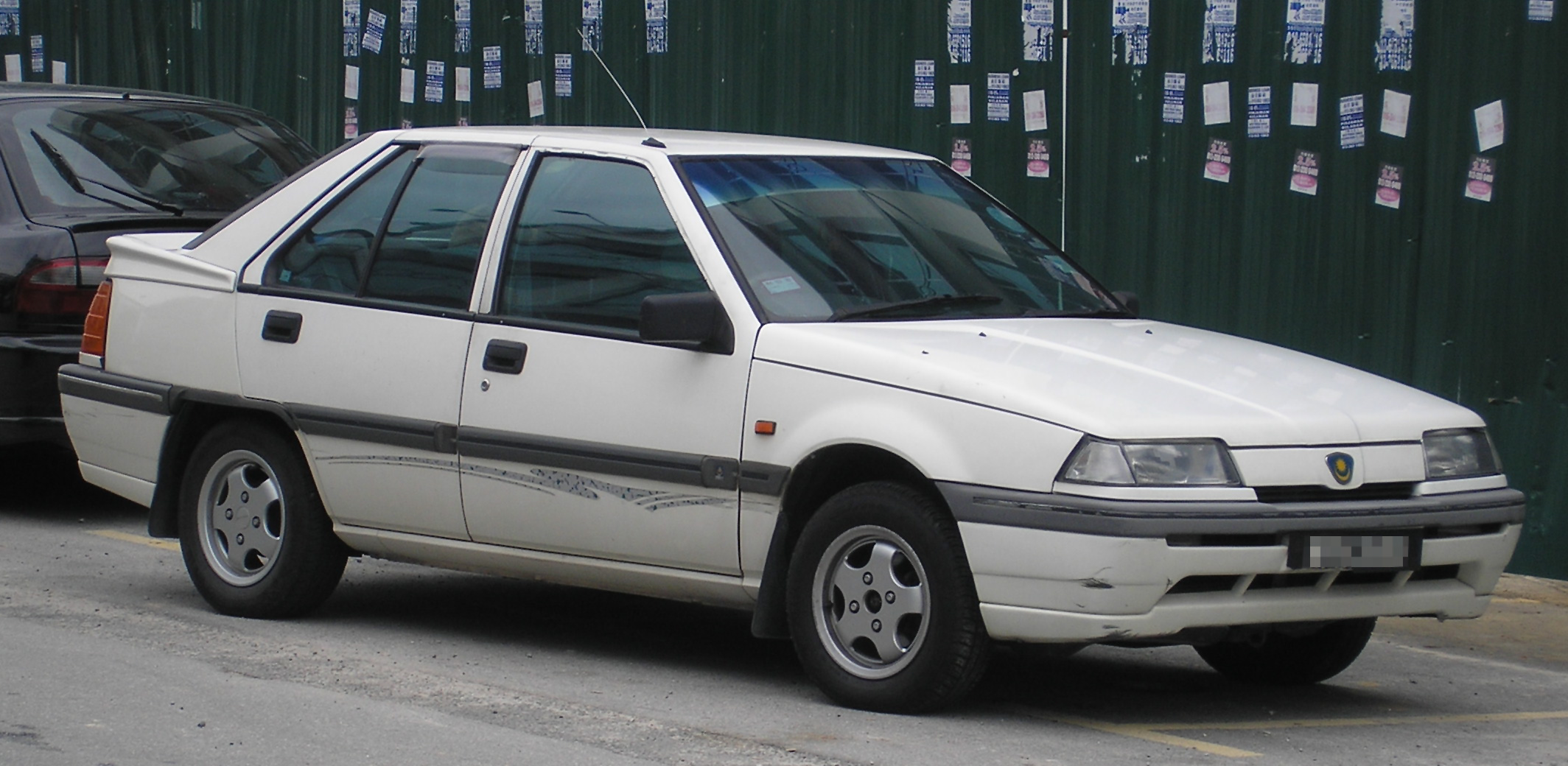
Der Saga Iswara Aeroback diente in den 2000er-Jahren als Basis für den wieder produzierten Saga.
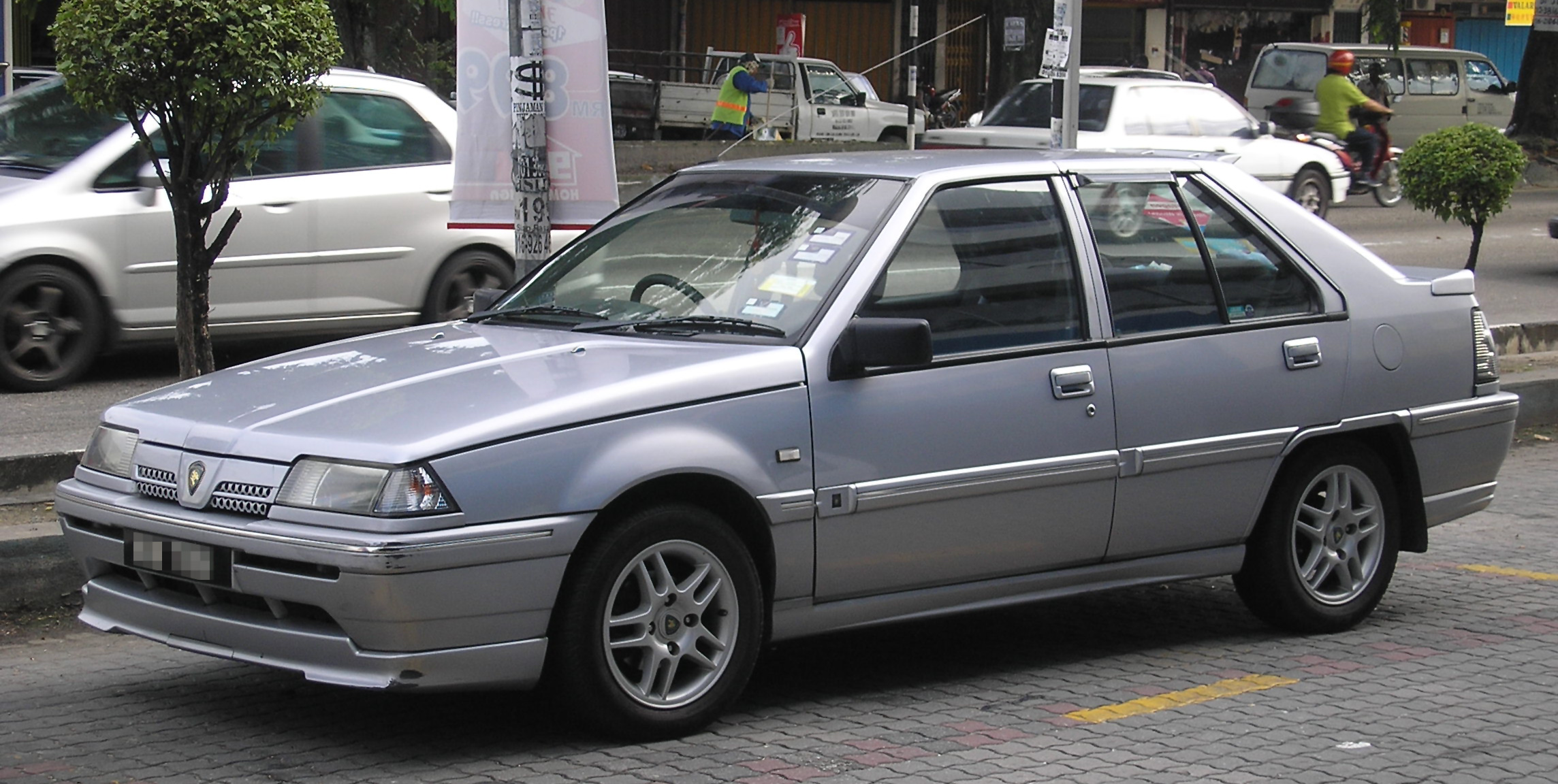
Der Saga Iswara Sport (2001), der die gleiche Ausstattung wie der Saga Iswara Aeroback besitzt

### Saga (2003–2008)

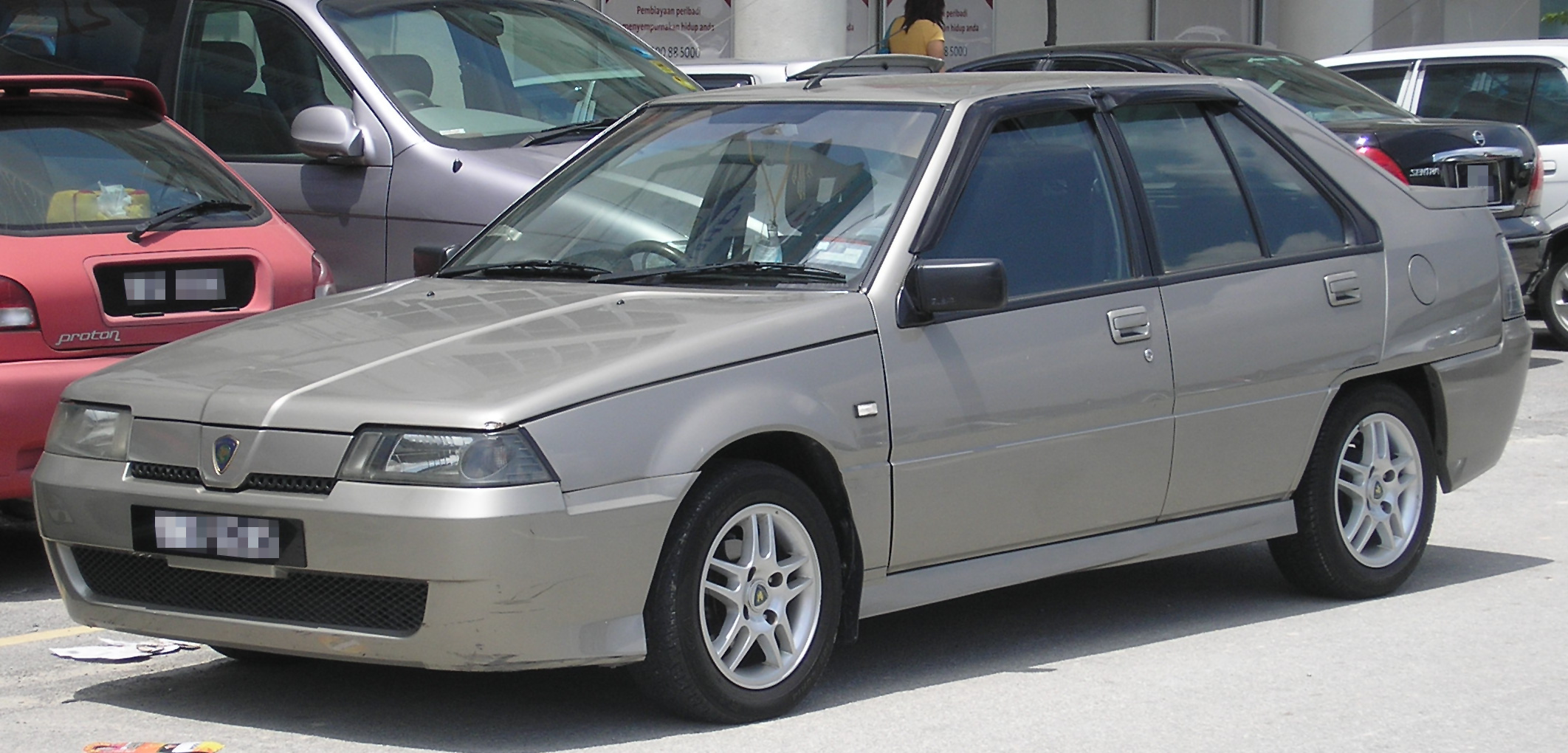
Proton Saga LMST (2003–2007)

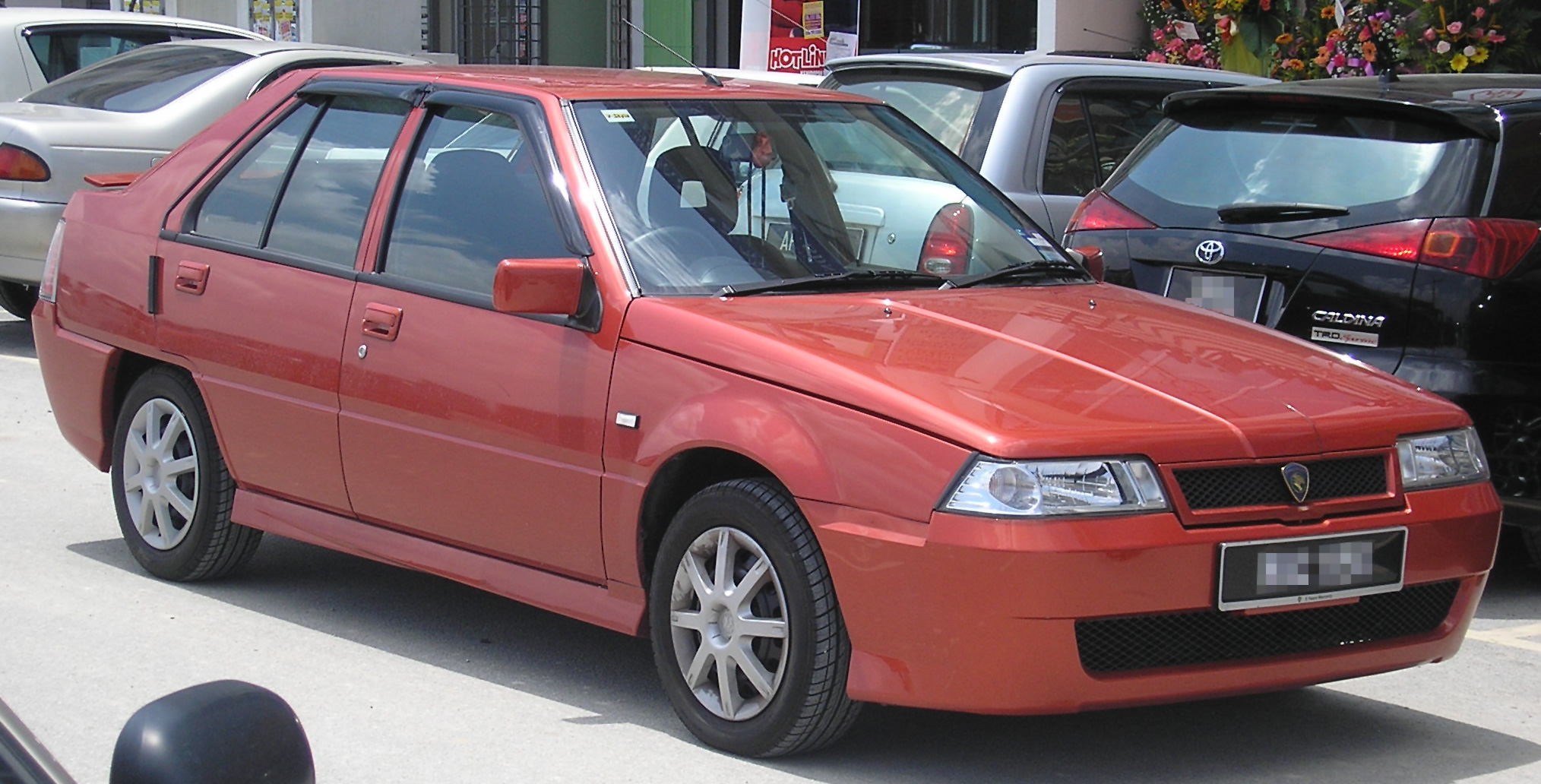
Proton Saga (2007–2008)

2003 gab Proton dem Iswara, sozusagen als Nachfolger des Sondermodells Saga Iswara Sport, ein weiteres Facelift und benannte ihn wieder in Saga um. Diese Generation kennt man als Saga LMST. Innen gab es ein vollkommen neues Armaturenbrett, neue Türverkleidungen und einen Instrumentensatz mit digitalem Display, der einen Kilometerzähler, eine Tankanzeige und eine Temperaturanzeige umfasste. Außen bekam der Wagen neue Scheinwerfer und Rückleuchten, ebenso wie Stoßfänger und Außenspiegel in Wagenfarbe. Proton setzte wieder den 1,3-l-Vergasermotor ein, der – ausgestattet mit einem neuen Auspuffsystem – nun 83 bhp (62 kW) leistete. Dieses Modell gab es nur mit manuellem Fünfganggetriebe.
Am 5. März 2007 stellte Proton die 50th Merdeka Anniversary Promotion vor, wo ein neuer Preis für den Saga bekanntgegeben wurde, RM 26.999,--. In der Werbekampagne für den Saga Aeroback wurde das bekannte Lied SexyBack von Justin Timberlake eingesetzt, wobei der Text in „Aeroback“ geändert wurde. Die Werbung diente als Unterstützung des 50. Jahrestages der malaysischen Unabhängigkeit (Merdeka) und auch als Dankeschön an die Proton-Kunden, die den Saga seit seinem ersten Erscheinen in großer Zahl gekauft hatten. Diese Aktion war auch ein Versuch von Proton, dem heimischen Konkurrenten Perodua potentielle Käufer für ihren neuen Kleinwagen Perodua Viva abzujagen. In diesem Jahr wurde der Proton Saga das zweitbestverkaufte Automodell in Malaysia nach dem und die bestverkaufte Limousine Malaysias mit ca. 15.000 Bestellungen. Diese Version ist die schnellste und leichteste Version des Saga, die Proton jemals gefertigt hat. Es gab aber auch viele Kundenbeschwerden über diesen Wagen, die Fehler an der Innenausstattung betrafen, z. B. kaputte Schalter für die elektrischen Fensterheber oder unkontrolliertes Arbeiten der Klimaanlage. Grund für diese Mängel war die Praxis von Proton, eigene strenge Qualitätstests zu unterlassen, um die hohe Nachfrage nach diesem Modell während des Werbefeldzuges zu befriedigen.

## Saga (2008–2011)
Am 18. Januar 2008 stellte Proton den Nachfolger des Saga von 2007 vor, der im Juni 2008 eingestellt werden sollte. Er behielt den Namen Saga und sollte seinen Vorgänger in jeder Beziehung übertreffen. Seine Karosserie entspricht im Wesentlichen der eines verlängerten Savvy. Das neue Modelle ist eine Proton-eigene Konstruktion, die zusammen mit der LG Group aus Südkorea und der Tochterfirma Lotus Engineering entstand. Dieses Modell versetzt Proton in die Lage, seine starken Seiten auf dem Heimatmarkt, insbesondere bei Stufenhecklimousinen, herauszustellen. Der neue Saga soll nicht in die USA exportiert werden, aber in viele Länder Südostasiens, nach China, Indien und Australien.
Bis Februar 2008 wurde dieses Modell ca. 23.000 mal bestellt, und die Lieferzeit betrug fünf Monate.
Im Juli 2009 wurde eine elektrisch angetriebene Version des Saga an der Universität von Malaysia in Penang vorgeführt.

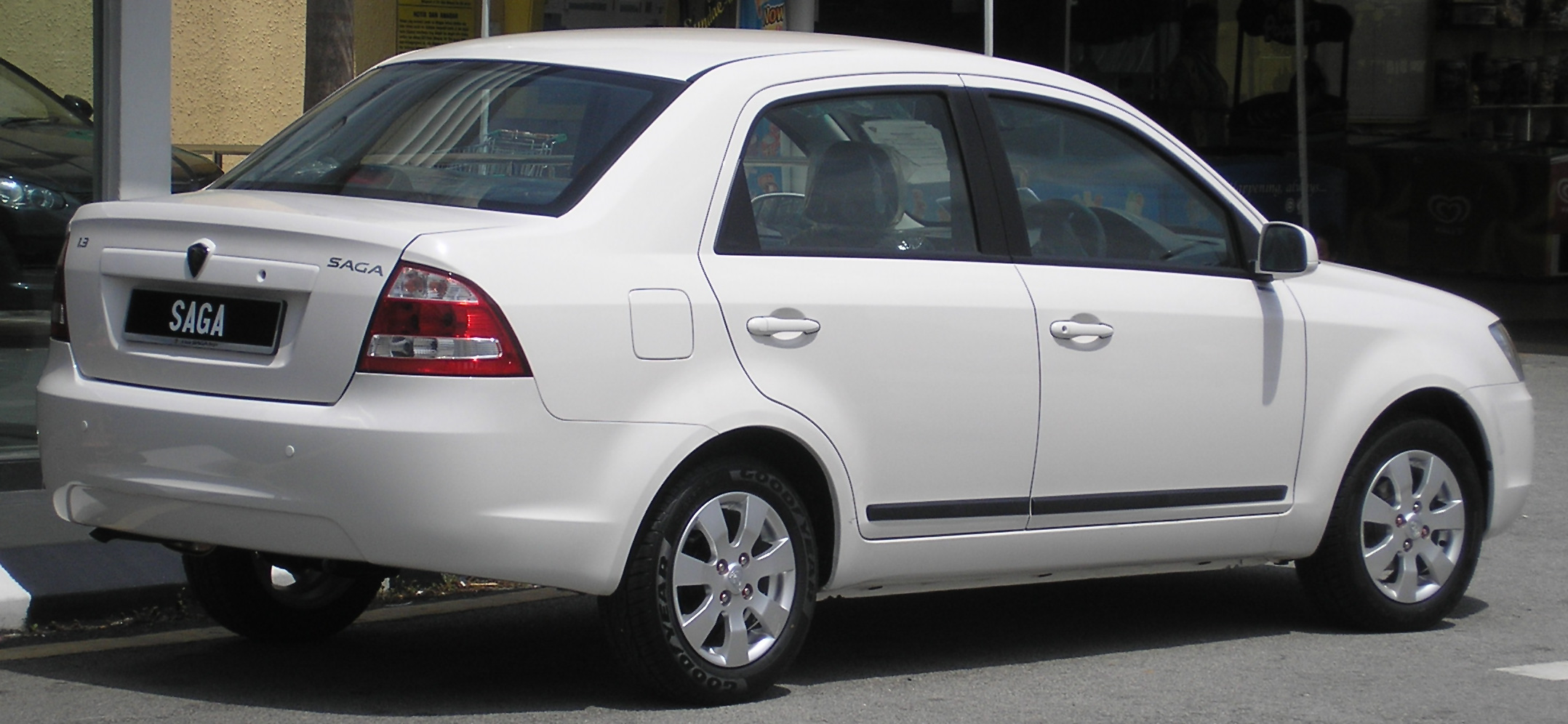
Heckansicht
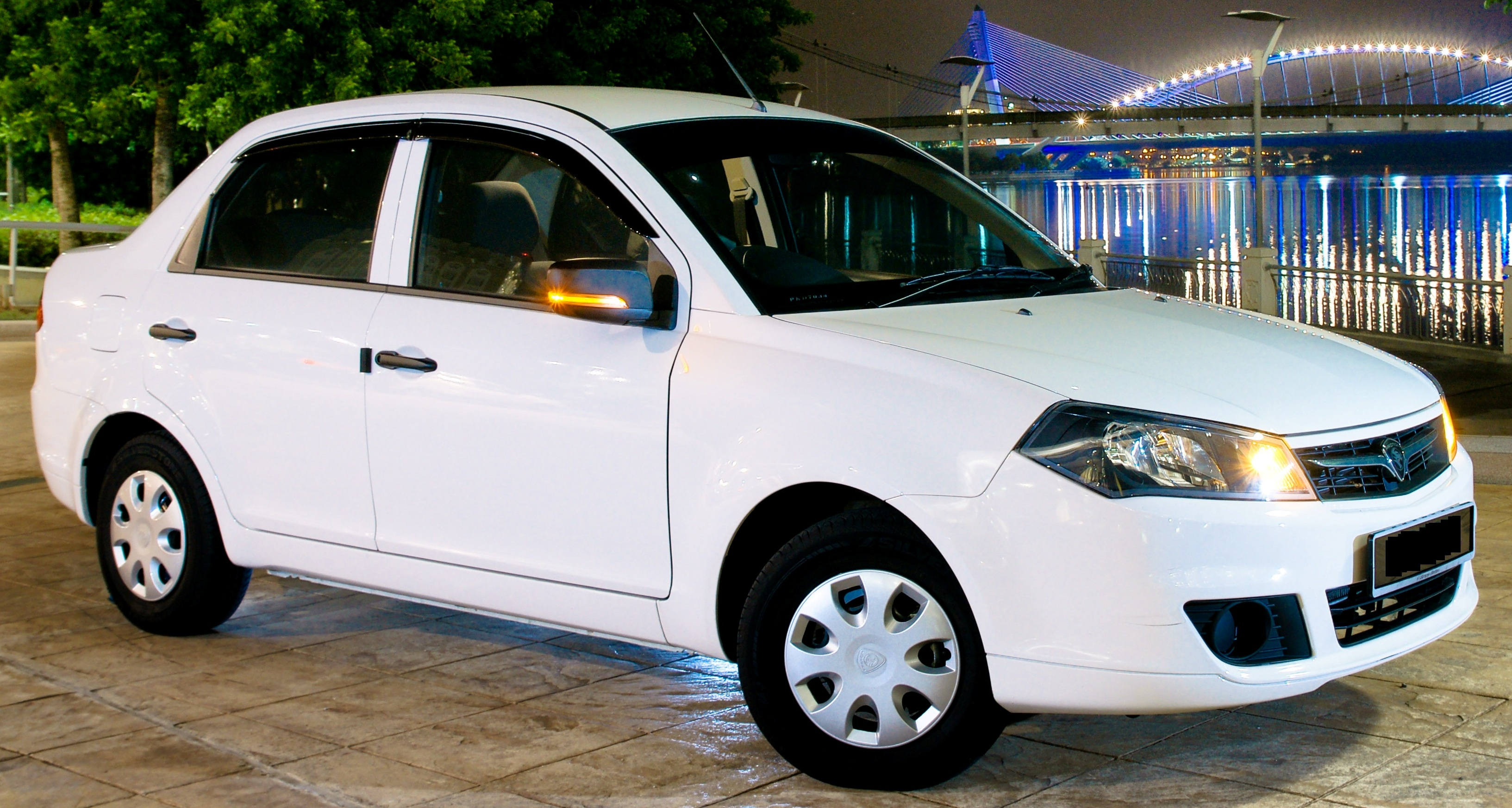
Proton Saga (2010–2011)
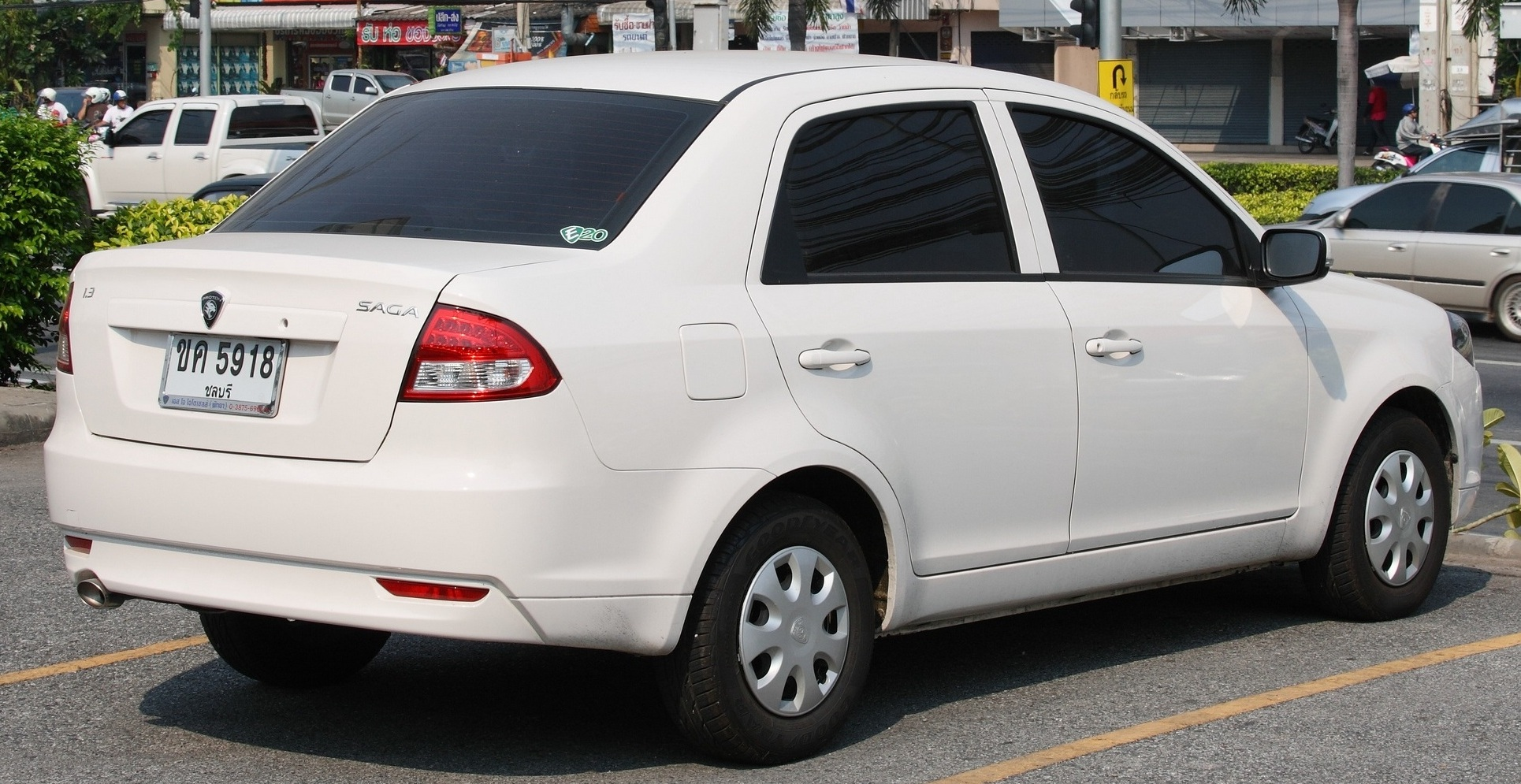
Heckansicht

### Ausstattungsvarianten
Den Saga gibt es in drei verschiedenen Ausstattungsvarianten, mit Handschalt- oder Automatikgetriebe, vom Basismodell N bis zum vollausgestatteten M-Modell. Aichi Kikai liefert das Handschaltgetriebe zu, während das Automatikgetriebe von Mitsubishi kommt. Das Basismodell N kostet RM 31.500,--, das Spitzenmodell M RM 39.800,--. Der neue Saga wird das billigste Proton-Modell sein, sobald das ursprüngliche Saga-Modell für RM 26.999,-- eingestellt wird. Proton nennt den neuen Saga „The People’s Car“ (dt.: Volkswagen).

### Motor und Fahrleistungen
Der neue Saga wird vom gleichen 1,3-l-Campro-Motor (zusammen mit Lotus Engineering entworfen) angetrieben, wie er auch im Einstiegsmodell Gen-2 eingebaut ist. Wie die anderen Proton-Modelle, die von diesem Motor angetrieben werden, entwickelt auch der Saga 94 bhp (69 kW) bei 6000 min−1 und ein Drehmoment von 120 Nm bei 4000 min−1. Der Motor hat das neue Luftsteuerungssystem (IAFM), das die Luftzufuhr entsprechend der Kraftstoffzufuhr regelt und so den Benzinverbrauch senkt und die bekannte Drehmomentschwäche des Campro-Motors im mittleren Drehzahlbereich überspielt. Die Zündanlage wurde auch überarbeitet, sodass die Zündspulen nun direkt an den Zündkerzensteckern sitzen. Die Leistungsentfaltung des Motors ist anders als beim Satria Neo, der noch einen Motor ohne IAFM hat. Man fühlt ein kräftiges Drehmoment zwischen 2500 und 4000 min−1.  Das Fünfganggetriebe von Aichi Kikai ist nicht optimal auf die Höchstgeschwindigkeit ausgelegt, liefert aber über den gesamten Geschwindigkeitsbereich ein gutes Drehmoment und bietet auch Beschleunigungsreserven beim Überholen im Geschwindigkeitsbereich 80–120 km/h. Die Vorderräder sind an MacPherson-Federbeinen mit Querlenker und Stabilisator aufgehängt; hinten gibt es eine Verbundlenkerachse. Diese bei Lotus entworfene Aufhängung verhilft dem Wagen zu neutralem Kurvenverhalten ohne Untersteuern. Auch der Benzinverbrauch liegt beim handgeschalteten Wagen mit ca. 6 l / 100 km relativ niedrig.

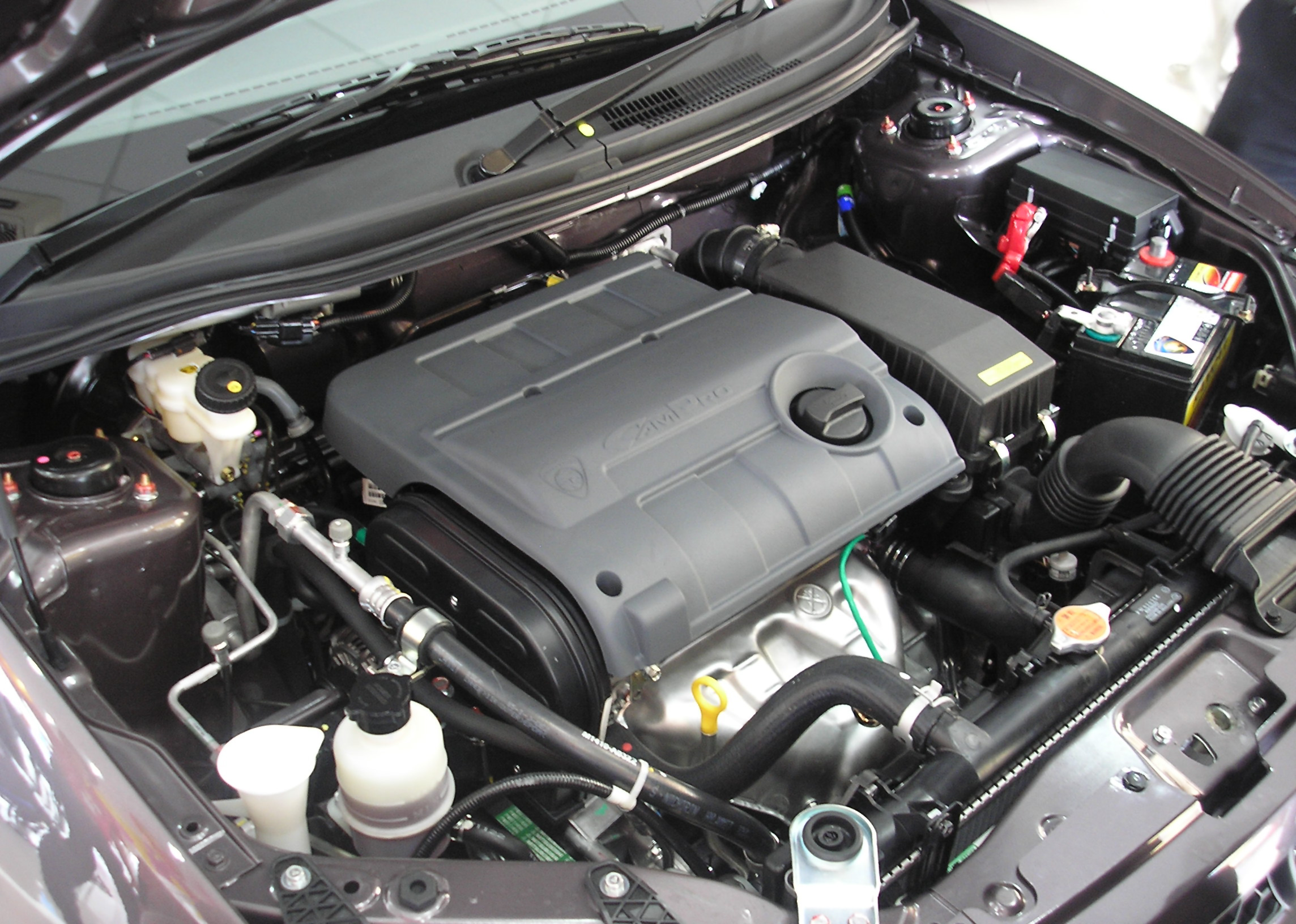
Motor

Außer dem 1,3-l-Motor gibt es auch den 1,6-l-Campro-Motor, aber nur für Taxis. Auch dieser Motor ist mit IAFM ausgestattet und entwickelt 114 bhp (84 kW) bei 6500 min−1 und ein Drehmoment von 148 Nm bei 4000 min−1. Das Spitzenmodell (z. Z. das M-Modell) ist mit 14″-Rädern und 185/65-R14-Reifen für verbesserte Traktion ausgestattet, was dem Fahrzeug einen kürzeren Bremsweg und bessere Spurhaltung verleiht. Allerdings ist es nicht mit ABS ausgestattet.

### Innenausstattung
Der neue Saga soll, wie sein Vorgänger, zum Standard bei malaysischen Taxifahrern werden. Der Wagen ist allerdings nicht für die Aufnahme eines zusätzlichen Erdgastanks ausgelegt. Eine Malaysian Orange Taxi Company, die Innovasi Timur Sdn Bhd, baute ein besseres Erdgassystem mit einem anderen Tank ein, der Kofferraumvolumen für das Gepäck der Passagiere übrig lässt. Der Wagen ist größer als der alte Saga und bietet ausreichend Raum für fünf Erwachsene. Im M-Modell gibt es einen Airbag für den Fahrer. Da der Saga als Fahrzeug für die Stadt konzipiert wurde, hat man die Klimaanlage stärker und effizienter als beim Vorgängermodell ausgelegt, auch bei Leerlaufdrehzahl des Motors.

### Auszeichnungen
Seit der Vorstellung der zweiten Generation des neuen Saga im Januar 2008 hat der Wagen drei wichtige Preise für Automobile gewonnen. Autocar Asean, die malaysische Ausgabe des ältesten Automagazins der Geschichte zeichnete 2008 den neuen Saga als Gewinner der Kategorie Kleine Limousine / Kombilimousine aus. Kurz danach wurde der Wagen zum Besten Wagen für das Volk im Asian Auto – VCA Auto Industry Award 2008 gewählt. Im November des gleichen Jahres gewann der neue Saga noch eine weitere große malaysische Automobilkonkurrenz und wurde zum Gewinner in der Kategorie Einstiegsfahrzeug bei den New Straits Times/Maybank Car of the Year Awards 2008 erklärt. Am 13. Mai 2010 gewährte Frost & Sullivan dem Saga die Auszeichnung Bester Personenwagen des Jahres für seine Güte und Zuverlässigkeit.

## Saga FLX (2011–2016)

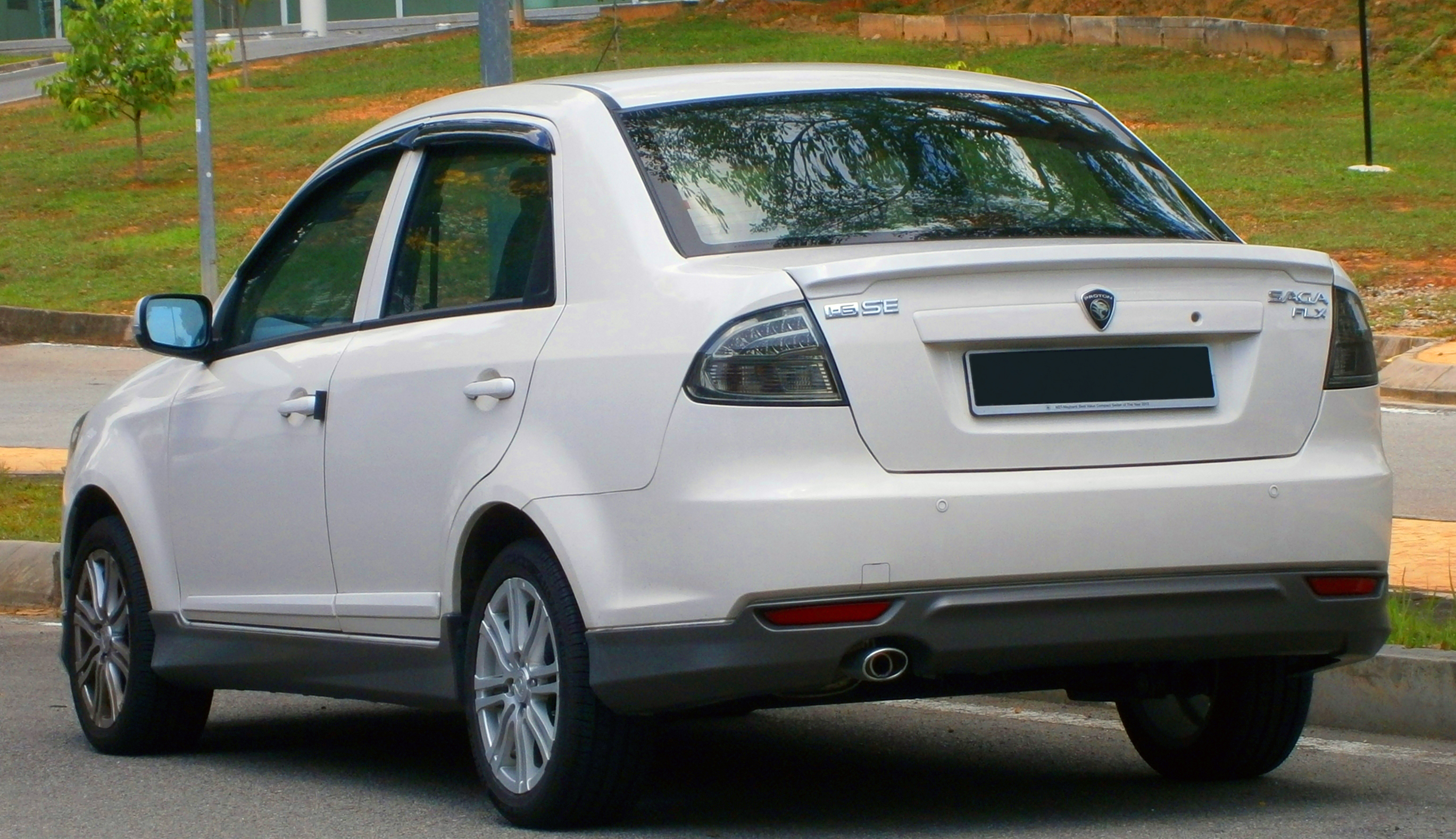
Heckansicht

Die dritte Generation des Saga basiert auf der zweiten Generation. Angetrieben wird die Limousine weiterhin vom 1,3-Liter-Vierzylindermotor aus dem Vorgängermodell, der 70 kW (94 PS) leistet. Alternativ zu einem Schaltgetriebe ist ein stufenloses Getriebe verfügbar.

### Technische Daten
|                                             | 1.3                       |
| Bauzeitraum                                 | 2011–2016                 |
| Motorkenndaten                              |                           |
| Motortyp                                    | R4-Ottomotor              |
| Hubraum                                     | 1332 cm³                  |
| max. Leistung bei min−1                     | 70 kW (94 PS) / 5750      |
| max. Drehmoment bei min−1                   | 120 Nm / 4000             |
| Kraftübertragung                            |                           |
| Antrieb                                     | Vorderradantrieb          |
| Getriebe, serienmäßig                       | Schaltgetriebe            |
| Getriebe, optional                          | (Stufenloses Getriebe)    |
| Messwerte                                   |                           |
| Höchstgeschwindigkeit                       | 160 km/h (155 km/h)       |
| Beschleunigung, 0–100 km/h                  | 13,0 s (14,5 s)           |
| Kraftstoffverbrauch auf 100 km (kombiniert) | 5,7 l Super (6,0 l Super) |
| Tankinhalt                                  | 40 l                      |

## Saga (seit 2016)
Die vierte Generation des Saga basiert auf der Plattform des vorhergehenden Saga FLX, von dem sie auch den Motor übernimmt. Sie wurde am 28. September 2016 in Shah Alam präsentiert. Alternativ zu einem Schaltgetriebe ist wieder ein stufenloses Getriebe verfügbar. 2019 wurde das Modell einer Modellpflege unterzogen. 

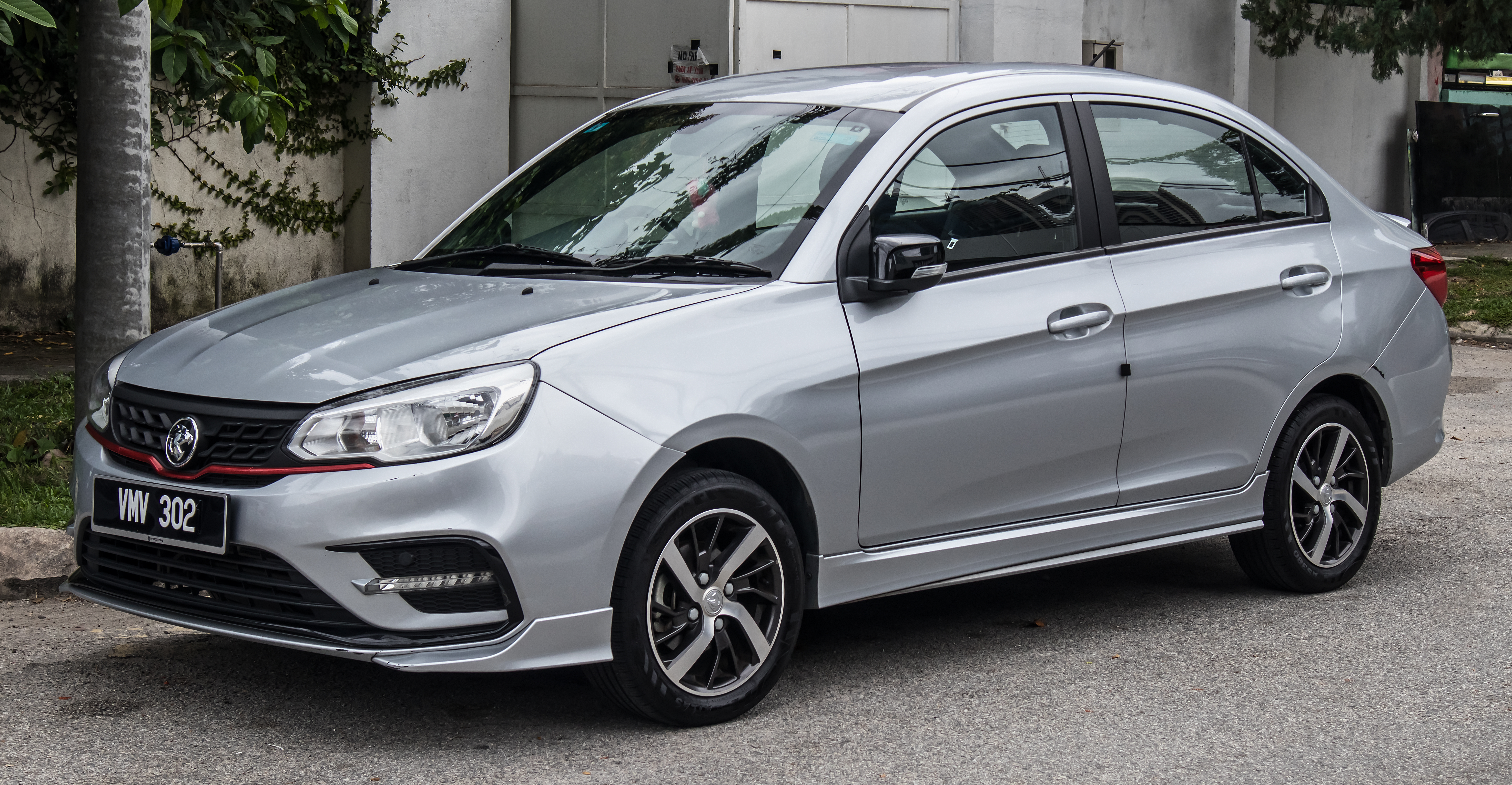
Proton Saga (seit 2019)
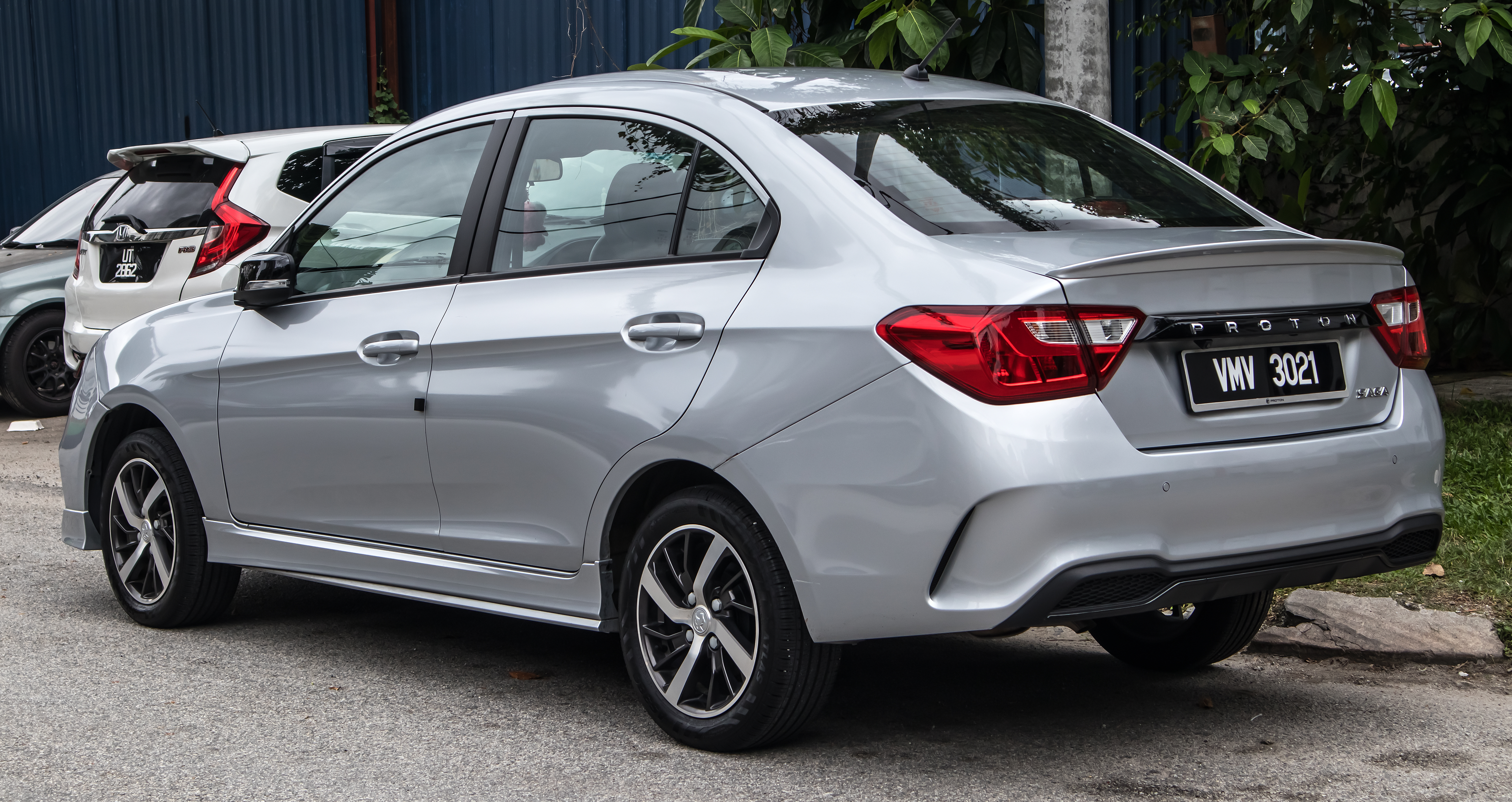
Heckansicht

### Technische Daten
|                                             | 1.3                       |
| Bauzeitraum                                 | seit 09/2016              |
| Motorkenndaten                              |                           |
| Motortyp                                    | R4-Ottomotor              |
| Hubraum                                     | 1332 cm³                  |
| Verdichtungsverhältnis                      | 10,0 : 1                  |
| max. Leistung bei min−1                     | 70 kW (95 PS) / 5750      |
| max. Drehmoment bei min−1                   | 120 Nm / 4000             |
| Kraftübertragung                            |                           |
| Antrieb                                     | Vorderradantrieb          |
| Getriebe, serienmäßig                       | Schaltgetriebe            |
| Getriebe, optional                          | (Stufenloses Getriebe)    |
| Messwerte                                   |                           |
| Höchstgeschwindigkeit                       | 160 km/h (155 km/h)       |
| Beschleunigung, 0–100 km/h                  | 12,2 s (13,1 s)           |
| Kraftstoffverbrauch auf 100 km (kombiniert) | 5,4 l Super (5,6 l Super) |